# Israel Sarug
Israel Sarug (o "Saruḳ" - in ebraico ישראל סרוג‎?, chiamato anche "Ashkenazi") (Egitto, ... – ...; fl. 1590-1610) è stato un rabbino e mistico ottomano di biografia oscura, attivo nel XVI secolo nell'allora Palestina ottomana, discepolo di Isaac Luria e autore di trattati cabalistici.
Dopo la morte del suo maestro, Rabbi Sarug si dedicò alla diffusione del sistema cabalistico luriano, per cui fu seguito da molti aderenti in varie parti dell'Italia. Tra i più rinomati, si annoverano Menahem Azariah da Fano, che venne persuaso da Sarug ad acquisire costosi manoscritti di Luria, e Aaron Berechiah da Modena, autore del Ma'abar Yabboḳ (Ma'abar Yabboḳ, Ḳorban Ta'anit, i.). Sarug tenne lezioni anche in varie località della Germania e ad Amsterdam, dove ebbe come discepolo Abraham Cohen de Herrera.
Sarug fu l'autore delle seguenti opere:
- Saggio cabalistico intitolato Ḳabbalah, pubblicato nel Maẓref la-Ḥokmah di Joseph Solomon Delmedigo (Basilea, 1629)
- Hanhagot Yosher, o Tiḳḳun Ḳeri, o Ḳeri Miḳra (Salonicco, 1752), odegetica[3] all'ascetismo
- Ḳonṭres Ne'im Zemirot Yisrael, commentario cabalistico sui tre piyyutim di Luria riguardo allo Shabbat